# Atopsyche lilicae
Atopsyche lilicae är en nattsländeart som beskrevs av Lazar Botosaneanu 1991. Atopsyche lilicae ingår i släktet Atopsyche och familjen Hydrobiosidae. Inga underarter finns listade i Catalogue of Life.